# Labiou
Le Labiou est une rivière française du Massif central, affluent de la Dordogne.

## Géographie
Il prend sa source dans le Cantal vers 720 m d’altitude, sur la commune d’Anglards-de-Salers, deux kilomètres au nord-ouest du bourg.
Il arrose Le Vigean et Sourniac. Il rejoint ensuite la Dordogne en rive gauche dans la retenue du barrage de l'Aigle, entre les communes d’Arches et de Chalvignac, à hauteur du Pont de Saint-Projet. Sa longueur est d'approximativement 19 km.

## Nature et patrimoine
- L’église Saint-Laurent du Vigean